# Каракія
Каракія (каз. Қарақия) — село у складі Толебійського району Туркестанської області Казахстану. Входить до складу Кемекалганського сільського округу.
Населення — 199 осіб (2021; 305 у 2009, 191 у 1999, 126 у 1989).